# Lecteria
Lecteria är ett släkte av tvåvingar. Lecteria ingår i familjen småharkrankar.

## Dottertaxa tillLecteria, i alfabetisk ordning[1]
- Lecteria abnormis
- Lecteria acanthosoma
- Lecteria acanthostyla
- Lecteria africana
- Lecteria armillaris
- Lecteria atricauda
- Lecteria bicornuta
- Lecteria bipunctata
- Lecteria brevisector
- Lecteria brevitibia
- Lecteria calopus
- Lecteria cetrata
- Lecteria duchaillui
- Lecteria fuscipennis
- Lecteria fuscitarsis
- Lecteria hirsutipes
- Lecteria laticincta
- Lecteria legata
- Lecteria machadoi
- Lecteria manca
- Lecteria mattogrossae
- Lecteria metatarsalba
- Lecteria microcephala
- Lecteria obliterata
- Lecteria obscura
- Lecteria pallipes
- Lecteria pluriguttata
- Lecteria pygmaea
- Lecteria radialis
- Lecteria reisi
- Lecteria retrorsa
- Lecteria simplex
- Lecteria simpsoni
- Lecteria tanganicae
- Lecteria tibialis
- Lecteria triacanthos
- Lecteria triangulifera
- Lecteria uniarmillata
- Lecteria upsilon
- Lecteria vasta